# أجنحة كاندام: الحلقة صفر
أجنحة كاندام: الحلقة صفر (باليابانية: Shin Kidō Senki Gundam W Episode Zero ‎ (新機動戦記ガンダムW EPISODE ZERO))، هي سلسلة مانچا قصيرة مُقتبسة من سلسلة الأنمي أجنحة كاندام، وتروي قصصًا تدور أحداثها في الغالب قبل أحداث القصة الرئيسية. بخلاف مانچا أجنحة الكاندام، والتي لا تُعتبر بالضرورة سلسلة متصلة، تتميز سلسلة الحلقة صفر بكونها من تأليف كاتسويوكي سوميزاوا، كاتب سلسلة الأنمي، مما يجعلها تتمتع بمصداقية عالية. تولى أكيرا كانبي مسؤولية التصميم الفني لهذا المشروع.
يمكن اعتبار الحلقة صفر عملاً أساسياً ، إذ كان من المقرر في الأصل إدراجها ضمن مسلسل أجنحة كاندام التلفزيوني . طلب المخرج ماساشي إيكيدا من سوميزاوا كتابة قصص الشخصيات الرئيسية، وكان من المقرر إدراجها في المسلسل بعد الحلقة 27 («نقطة النصر والهزيمة»). ولكن، وبسبب سوء جدول الإنتاج (على حد تعبير سوميزاوا نفسه) وتراجعه عن دوره كمخرج مشاهد، تأخرت قصة الحلقة صفر وتأجلت. ورغم أنه كان من المقرر لاحقًا أن يكون لها دور في الحلقة 31 («مملكة الزجاج»)، إلا أن المشاكل استمرت، وانتهى الأمر باستبعاد قصة الحلقة صفر من مسلسل الأنمي بالكامل.